# 모스크바한국학교
모스크바한국학교(Школа при посольстве Республики Корея в Москве; Moscow Korean School - MKS)는 러시아 모스크바에 있는 한국학교이다. 현재 유치원과 초등학교 과정을 운영하고 있다.

## 연혁
- 1992년 : 개교
- 2012년 : 신축 교사로 이전[2]

## 같이 보기
- 한러 관계